# Канг (киновселенная Marvel)
Канг (англ. Kang) — персонаж медиафраншизы «Кинематографическая вселенная Marvel» (КВМ), основанный на одноимённом персонаже Marvel Comics.
Канг является могущественным межпространственным существом, перемещающимся по времени и реальностям Мультивселенной. Проявляется в своих альтернативных вариантах, целью которых является также завоевание Мультивселенной.
Роль Канга в КВМ исполнял американский актёр Джонатан Мейджорс. Впервые Канг появляется в фильме «Человек-муравей и Оса: Квантомания» (2023) и в дальнейшем был заявлен, как главный злодей арки «Сага Мультивселенной».
Альтернативные версии Канга из Мультивселенной также появляются в фильме «Человек-муравей и Оса: Квантомания» (2023), а также в первом и втором сезонах сериала «Локи», где их роль исполнил Джонатан Мейджорс.

## Концепция и создание
Канг Завоеватель впервые появился в Avengers #8 (сентябрь, 1964) и был создан сценаристом Стэном Ли и художником Джеком Кирби.
Персонаж, ставший впоследствии известным как Канг, впервые появился в комиксе Fantastic Four #19 (октябрь, 1963) и был создан сценаристом Стэном Ли и художником Джеком Кирби. В этом выпуске дебютировал фараон Рамма-Тут, преступник из 3000 года, который отправился в прошлое и завоевал Древний Египет. Предполагалось, что он был потомком или же будущей версией врага Фантастической четвёрки Доктора Дума. Вслед за вторым появлением в Fantastic Four Annual #2 (сентябрь, 1964) персонаж фигурировал на страницах комикса The Avengers #8 (сентябрь, 1964), также написанного Ли и проиллюстрированного Кирби, где было показано, что Рамма-Тут отправился в 4000 год и взял личность Канга. Десять лет спустя персонаж Иммортус, ранее представленный в The Avengers #10 (ноябрь, 1964), был идентифицирован как ещё один вариант Канга в Giant-Size Avengers #3 (февраль, 1975).
В комиксах, Тот, кто остаётся является последним представителем своей расы. Он понимал, что Вселенная существует в цикле смерти и возрождения; впервые он появился как создатель группы, известной под названием «Похитители времени», которая, по его замыслу, должна была передавать знания одной Вселенной в другую, но в итоге оказалась страшной силой разрушения. Впоследствии Тот, кто остаётся стал основателем организации «Управление временными изменениями», с помощью которого он пытался контролировать временную линию с переменным успехом.
Виктор Таймли впервые появился в комиксе The Avengers Annual # 21 и был создан Питером Сандерсоном и Ричем Янисеки. В связи с событиями «Саги о Небесной Мадонне» каждое действие Канга Завоевателя, фараона Рамма-Тута и Иммортуса из-за действий «Канг Прайма» приводит к тому, что каждый из них, отправившись в прошлое, создаёт альтернативные версии себя, каждая из которых стремится управлять своими альтернативными империями и продолжать свои собственные планы, при этом Виктор Таймли также расходится с событиями комикса Avengers Forever. Будучи таким же учёным из 31 века, Виктор сбегает в прошлое и создаёт свой город Таймли и впоследствии использует его для создания Хронополиса, призванного служить штаб-квартирой всех будущих версий самого себя. Крепость, первоначально ограниченная самим городом, постепенно разрастается из пространства и времени в окрестности Лимб, превращаясь в перекрёсток между прошлым, настоящим и будущим, где можно перемещаться между всеми временными периодами без использования машины времени, доступной через портал.
В медиафраншизе КВМ Канг впервые появляется под видом своей альтернативной версии — Того, кто остаётся в первом сезоне сериала «Локи». Версия Того, кто остаётся в КВМ имеет некоторое сходство с версией из комиксов, поскольку он также обитает в Цитадели в конце времён, однако в итоге он был объединён с совершенно другим персонажем Иммортусом. Сам Канг впервые появился в фильме «Человек-муравей и Оса: Квантомания», где также был представлен Совет Кангов, в котором главой выступает Иммортус, который в КВМ выступает в качестве антагониста. Версия Виктора Таймли, впервые появившаяся во втором сезоне сериала «Локи» в КВМ, полностью отличается от своей версии в комиксах, так как в комиксах Виктор является учёным 31 века, которым Виктор из КВМ не является, будучи рождённым в 19 веке.

## Подбор актёра и появления персонажа
В сентябре 2020 года Джонатан Мейджорс был объявлен на «главную роль» в фильме «Человек-муравей и Оса: Квантомания» (2023), которая, как сообщалась будет роль Канга Завоевателя. Поскольку Мейджорс сначала будет изображать альтернативную версию персонажа, названного Тем, кто остаётся, в сериале «Локи» для стримингового сервиса Disney+, Кейт Херрон и Майкл Уолдрон, являющиеся режиссёром и главным сценаристом первого сезона соответственно, участвовали в кастинге Мейджорса помимо Рида и руководителей Marvel Studios; Студия Marvel с нетерпением ждала возможности поработать с Мейджорсом, увидев его игру в фильме «Последний чёрный человек в Сан-Франциско» (2019), и Рид очень благосклонно отнёсся к Мейджорсу. Мейджорс был приглашён на роль без прослушивания и позже отметил, что участвовал в работе над фильмом «с самого начала», прежде чем присоединиться к «Локи». Рид был заинтересован в том, чтобы Человек-муравей и Оса столкнулись в фильме с грозным противником, считая Канга одним из «вечных врагов» Marvel Comics, таких как Локи и Доктор Дум.
В октябре 2022 года было заявлено, что Мейджорс повторит свою роль Канга в фильмах «Мстители: Династия Канга» (2026) и «Мстители: Секретные войны» (2027). Мейджорс вернулся во втором сезоне сериала «Локи», исполнив роль Виктора Таймли, который был представлен в сцене после титров фильма «Человек-муравей и Оса: Квантомания», а также вернулся к роли Того, кто остаётся. Изначально Marvel не планировала, что арка «Сага Мультивселенной» будет вращаться вокруг Канга Завоевателя, но, увидев исполнение Мейджорсом роли Того, кто остаётся в первом сезоне сериала «Локи» и ежедневные записи Мейджорса во время съёмок фильма «Человек-муравей и Оса: Квантомания», решила расширить сотрудничество актёра с ними, сделав Мейджорса неотъемлемой частью текущей саги КВМ, как Роберта Дауни-младшего в роли Тони Старка / Железного человека и Джоша Бролина в роли Таноса в арке «Сага Бесконечности». Однако в середине декабря 2023 года Disney и Marvel уволили Мейджорса с роли Канга после признания судом его виновности в деле о нападении и домогательствах к девушке, в результате чего подзаголовок 5-го фильма о команде «Мстители» — «Династия Канга» был официально снят и фильм стал именоваться как «Мстители 5». В июле 2024 года пятая картина о Мстителях обзавелась названием «Мстители: Судный день». Антагонистом выступит Доктор Дум в исполнении Роберта Дауни-младшего.

## Биография персонажа

### Канг Завоеватель

#### Изгнание и правление в Квантовом мире
Канг был изгнан Советом Кангов в Квантовый мир, где он встречает оказавшуюся там Джанет ван Дайн. Канг обещает Джанет вернуть её домой в обмен на помощь в восстановлении энергетического реактора, питающего его межпространственный корабль. После успешного восстановления Джанет случайно касается реактора и видит прошлое и будущее Канга в Мультивселенной и альтернативных временных линиях. Узнав, что после освобождения из Квантового мира он начнёт уничтожать миры, Джанет предаёт Канга и с помощью частиц Пима, увеличивает реактор и выводит его из строя, тем самым оставив Канга в Квантовом мире, но при этом восстановив его высокотехнологичную броню.
Оставшись в Квантовом мире, Канг захватывает его, и в течение многих лет создаёт свою империю и армию, терроризируя местных жителей. В неопределённое время он находит попавшего в Квантовый мир Даррена Кросса и излечивает его, делая его своим подручным, принявшим новое прозвище М.О.Д.О.К..

#### Поражение от рук Скотта Лэнга
В 2026 году дочь Скотта Лэнга Кэсси вместе с Джанет ван Дайн, Хэнком Пимом и их дочерью Хоуп работает над устройством связи с Квантовым миром. Однако когда Джанет пытается отключить устройство, она случайно переносит их в Квантовый мир, и по пути герои разделяются. После того как Скотт и Кэсси сталкиваются с сопротивлением, на них нападает М.О.Д.О.К., который отводит их к Кангу. Канг угрожает Скотту, что убьёт Кэсси, если Скотт не выполнит того, что ему нужно. Скотт соглашается и с помощью имеющихся у него частиц Пима и Хоуп уменьшает реактор Канга. После этого на помощь Скотту прибывает Джанет и Пим, однако Канг уничтожает корабль, на котором прилетел Хэнк и забирает Джанет в свою цитадель. В своей цитадели, Канг объясняет Джанет, что был изгнан из Совета Кангов из-за того, что они боялись, что он выйдет из-под контроля и что Мультивселенная погибает из-за их действий. Тем временем выживший Хэнк помогает Скотту и Хоуп добраться до цитадели Канга, а Кэсси распространяет сообщение в Квантовой мире, призывая всех восстать против диктатуры Канга и его армии. Скотт и Хоуп с сопротивлением прибывают к Кангу и вступают с ним в битву. Внезапно на цитадель нападают муравьи, также попавшие в Квантовый мир, прожив тысячу лет и развив технологии и социальное общество. Они разбивают армию Канга и нападают на него самого. Тем временем Кэсси уговаривает М.О.Д.О.К.а перестать творить зло, и последний переходит на сторону Лэнга и жертвуя своей жизнью, снимает защитный щит Канга, в результате чего муравьи повреждают его высокотехнологичную броню. Находясь в цитадели, Джанет чинит реактор и использует его для открытия портала в реальный мир. Прибывшие Хэнк, Хоуп и Кэсси прыгают через портал, однако Канг нападает на Скотта, пытаясь также пройти через портал. Скотт не даёт ему этого сделать и вместе с вернувшейся Хоуп дестабилизирует реактор, в результате чего Канг попадает в него, и его затягивает в небытие.

## Альтернативные версии
Альтернативные версии Канга, сыгранные Джонатаном Мейджорсом появляются в фильме «Человек-муравей и Оса: Квантомания» (2023), а также в первом и втором сезонах сериала «Локи» (2021) на платформе Disney+:

### Совет Кангов

Альтернативные версии Канга, являющиеся главами Совета Кангов (слева направо): Рамма-тут, Иммортус и Алый Центурион

В неизвестном месте трое альтернативных версий Канга Завоевателя — Иммортус, Алый Центурион и Рамма-Тут обсуждают его гибель. Иммортус, глядя на разветвляющиеся временные линии заявляет, что необходимо остановить жителей Мультивселенной, так как они могут разрушить все, что они построили. После чего он начинает собирать все альтернативные версии Канга, образуя Совет Кангов.

### Тот, кто остаётся

#### Предательство Ренслейер и правление

Тот, кто остаётся в Цитадели в конце времён в эпизоде «For All Time. Always.».

После окончания войны Мультивселенных, Тот кто остаётся создаёт «Священную линию времени» и организацию «Управление временными изменениями» (УВИ) и вместе с Равонной Ренслейер готовится вместе управлять УВИ. Когда Ренслейер уходит, Тот, кто остаётся приказывает Мисс Минуты запустить «Протокол 42», включающий в себя стирание памяти всем сотрудниками УВИ, в том числе и Равонне.

#### Встреча с Локи и Сильвией
Тот, кто остаётся встречает вариант Локи и Сильвию в Цитадели в конце времён. Он объясняет им, что другой вариант его самого с Земли в 31 веке открывал вселенные за вселенными и объединился с другими своими вариантами, чтобы начать исследование мультивселенной. Однако некоторые варианты видели в этом только завоевание, что привело к войне Мультивселенной, когда его варианты уничтожали чужие миры ради спасения своих. Тогда Тот, кто остаётся нашёл и экспериментально исследовал существо под именем Алиот, которое затем использовал для убийства своих вариантов, положив конец войне Мультивселенной. В дальнейшем он отделяет свою линию времени и называет её «Священной линией времени», физически выстраивает в ней время так, чтобы его версии не пришли к власти, после чего создаёт УВИ, чтобы поддерживать стабильность «Священной линии времени» и не допускать его рождение в любое время линии. Позже он заявляет, что будучи вне времени бесконечно управлял УВИ, и из-за усталости специально привёл Локи и Сильвию в цитадель, чтобы они заняли его место в правлении УВИ и «Священной линией времени». После этого он предупреждает, что у них есть выбор: убить его и начать новую войну Мультивселенной его вариантами, либо взять контроль над УВИ без угрозы гибели Мультивселенной. Сильвия отвергает его план, считая что своей работой Тот, кто остаётся забирает свободу выбора у людей и существ «Священной линии времени». Локи встаёт на сторону Того, кто остаётся и противостоит Сильвии. В процессе боя она выбрасывает Локи в УВИ, а сама убивает Того, кто остаётся.

### Виктор Таймли

Виктор Таймли в сцене после титров фильма «Человек-муравей и Оса: Квантомания» (2023).

#### Становление учёным
В 1858 году Священной линии времени, молодой Виктор Таймли получает от Равонны Ренслейер Руководство УВИ, после чего становится учёным и решает построить все технологии из Руководства.

#### Возвращение в УВИ
В 1893 году уже в ответвлённой линии времени Таймли выступает на научной презентации о времени перед толпой, в которую входят Локи, Мобиус, Ренслейер и Мисс Минута, и демонстрирует прототип Ткача времени. Он продаёт его барону-грабителю, и тот, поняв, что он мошенник, начинает преследовать его. Локи его защищает, и внезапно появляется Сильвия чтобы убить Таймли, но Локи помогает ему и в конце концов Виктор уходит вместе с Ренслейер и Мисс Минуты. Во время поездки в лабораторию в Висконсине Таймли и Мисс Минуты предают Ренслейер и отправляются в лабораторию одни. Там Мисс Минуты рассказывает ему о своём желании иметь физическое тело, и признаётся в любви к нему, однако Таймли выключает её. Локи, Мобиус и Ренслейер прибывают в лабораторию, но их прерывает Сильвия. Виктор просит не убивать его, так как она его не знает, в результате чего Локи и Мобиус забирают его в УВИ. Когда Таймли прибывает на УВИ, он встречает Охотника B-15, Кейси и Уробороса «У.Б.». Он помогает У.Б. и Кейси построить Множитель пропускной способности Ткача времени, однако его похищает Охотник Х-5, Ренслеер и Мисс Минуты. Они пытаются узнать, где находится устройство, однако У.Б. перезагружает систему, стирая Мисс Минуту и отключая протоколы безопасности, ограничивающие магию в УВИ. Из-за этого, Сильвия подчиняет Х-5 и через него «удаляет» Равонну, а Локи спасает Виктора. Попав в рубку Виктор с помощью своей темпоральной ауры открывает шлюзы и сам вызывается доставить устройство к Ткачу. Виктор надевает скафандр и едва покинув помещение мгновенно спагеттифицируется и погибает. Но, после того когда Локи обуздал свои «провалы», он был спасён дважды: сначала починил Ткач, но по математическим данным он не может поглотить бесконечное количество отклонений, так как скорость меняются сами по себе; и когда Локи сам решил исправить ситуацию, Таймли был спасён и в результате он либо остался работать в новой версии УВИ, что в конечном счёте появляется ещё один вариант Виктора Таймли, или оригинальный Виктор Таймли не становится тем, кого встречали Локи и Мобиус раньше.

## Восприятие
Алан Сепинволл из Rolling Stone заявил, что был «одновременно взволнован и встревожен» появлением Мейджорса в эпизоде «For All Time. Always.», отметив, что появление главного злодея сериала в заключительном эпизоде — это «плохая драматическая структура», и что «на короткое время возникло ощущение, что все, что было такого особенного и привлекательного в Локи, отброшено в сторону, чтобы пропихнуть нового злодея на большой экран». Тем не менее, «очень странное исполнение» Мейджорса пошло на пользу материалу, сделав «чертовски удачный дебют» для персонажа. Как и Сепинуолл, Робинсон также посчитал, что раскрытие Канга не должно было сработать, и отметил большое количество экспозиции в эпизоде, заявив: «Существует абсолютно нулевая вероятность того, что этот эпизод сработал бы, если бы Marvel не наняла такого интересного и непредсказуемого актёра, как Мейджорс». Дэвид Опи из Digital Spy раскритиковал введение «Того, кто остаётся», заявив, что оно «появилось совершенно из ниоткуда» для зрителей, не читающих комиксы. Саймон Карди из IGN отметил, что первое появление Мейджорса было «сдержанным, но впечатляющим открытием», похвалив игру Мейджорса, который излучал «весёлую энергию Джина Уайлдера в роли Вилли Вонки и скрытый ужас Дензела Вашингтона в роли детектива Алонзо в фильме „Тренировочный день“ (2001)». Кэролайн Сиде из The A.V. Club отметила, что зрители, не знакомые с подбором Мейджорса на роль Канга, были бы сбиты с толку на протяжении всего эпизода. По её мнению, это сработало как для таких зрителей, так и для тех, кто ожидал появления Канга в той или иной форме, а Мейджорс показал «удивительно своеобразное исполнение».
Росс Бонайм из Collider высоко оценил игру Мейджорса в фильме «Человек-муравей и Оса: Квантомания», написав, что он «является отличным злодеем, который привносит в своего персонажа разные нюансы и тонкости … Мейджорс делает этого персонажа [Канга] симпатичным с самого начала, но при этом никогда не скрывает угрозы и ужаса, которые он может вызвать в любой момент». Фрэнк Шек из The Hollywood Reporter похвалил Мейджорса за то, что он «привнёс в фильм настоящий серьёзный настрой» и вложил в свою игру «такую удивительно спокойную неподвижность и двойственность, что вы находитесь в напряжении каждый момент, когда он на экране». Венди Иде из The Guardian назвала игру Мейджорса «магнетическим стержнем» фильма. Манола Даргис из The New York Times заявил, что Мейджорс, наряду с двумя другими актёрами главного плана, был «настоящей звездой этого шоу».

## Рекламная продукция
В июле 2022 года компания Funko Pop выпустила фигурку Того, кто остаётся в рамках ежегодной волны Funko San Diego Comic-Con. Также на SDCC была представлена фигурка Того, кто остаётся из серии Marvel Legends в рамках четвёртой волны Disney+.
В начале декабря была представлена первая волна фигурок Funko Pop из фильма «Человек-муравей и Оса: Квантомания», в которую также вошла фигурка Канга. В феврале 2023 года компания Hasbro анонсировала фигурку Канга из серии Marvel Legends. В марте того же года компания Hot Toys представила фигурку Канга из того же фильма.
В октябре 2023 года Funko Pop выпустила фигурку Виктора Таймли в рамках эпизода «1893».

## Комментарии
1. ↑  кадры из серии были впервые показаны в фильме «Человек-муравей и Оса: Квантомания» в качестве тизер-сцены к сезону